# 迫水久常
迫水 久常（さこみず ひさつね、1902年〈明治35年〉8月5日 - 1977年〈昭和52年〉7月25日）は、日本の大蔵官僚、弁護士、政治家。位階は正三位。勲等は勲一等。終戦詔書（いわゆる玉音放送）を起草した人物の一人として知られる。
大蔵官僚（大蔵省銀行保険局長）を経て内閣書記官長（第51代）、総合計画局長官、貴族院議員、衆議院議員（2期）、参議院議員（4期）、経済企画庁長官（第9・10代）、郵政大臣（第17代）、鹿児島工業短期大学学長（初代）などを歴任した。また、渋谷再開発協会の前身である渋谷再開発促進協議会（理事長は五島昇）の設立時に会長も務めた。

## 来歴・人物
東京府立第一中学校、第一高等学校、東京帝国大学法学部を経て大蔵省入省。「知性の迫水」とも云われ当時を代表する高級官僚であった。また、企画院への出向を通して統制経済への策定にも関わった、当時の革新官僚を代表する人物である。企画院時代には、毛里英於菟、美濃部洋次と共に「企画院三羽烏」と呼ばれた。
1933年、青木一男国庫課長の下、甲府税務署長から引き抜かれ外国為替管理法案策定に携わり、同法は1933年5月1日に施行された。
1936年、岳父である岡田内閣内閣総理大臣秘書官在任中に二・二六事件に遭遇し、義弟松尾伝蔵の身代わりで難を逃れ首相官邸の女中部屋に隠れていた岡田首相の救出に同じく秘書官だった福田耕や憲兵の小坂慶助とともに奔走し岡田は無事に救出された。また、終戦時の鈴木貫太郎内閣では早期和平を目指す岡田の強い意向で内閣書記官長に就任し御前会議での聖断に至る事務手続きの責任者などとして終戦工作の一翼を担い、更に終戦詔書の起草にも携わった。
戦後は右翼の三浦義一と共に「日本金銀運営会」の利権を握る。公職追放期間中は実業家や弁護士として生計を立て、その後衆議院議員、参議院議員を務め、郵政大臣、経済企画庁長官、自由民主党参議院幹事長などを歴任。1971年（昭和46年）、鍋島直紹・新谷寅三郎らとともに反重宗雄三グループ「桜会」のメンバーとして、河野謙三参議院議長の実現に動く。また、財団法人日本盲導犬協会の初代理事長を始め多くの団体の会長を務めるなど自民党参議院議員の大物として長く活動した。
終戦当時の回想は、二・二六事件当時の話と合わせて1964年に著書『機関銃下の首相官邸』に発表したほか、内外のドキュメンタリー番組や、公開講演でたびたびおこなった。国立国会図書館東京本館に二・二六事件、終戦当時を証言した迫水のインタビューの録音テープが保存・公開されている（インタビュー当時は、二・二六事件や宮城事件の関係者が存命していたので、関係者の迷惑にならないように、30年後に公開することを条件にインタビューと、その録音に応じた）。二・二六事件の当日の状況、様子を鮮明に伝えた貴重な資料となっている。娘によると、迫水は晩年に『機関銃下の首相官邸』を新たな内容を加えて改稿する構想を抱いており、そのために準備も進めて75歳で政界を退く予定でいた。
しかし、議員在職中の1977年7月25日、死去した。74歳没。翌26日、特旨を以て位三級を追陞され、死没日付をもって従四位勲三等から正三位勲一等に叙され、旭日大綬章を追贈された。哀悼演説は同月30日、参議院本会議で新谷寅三郎により行われた。
墓所は多磨霊園(9-1-8)。
戦後に国会議員になった迫水は天皇主催の園遊会で、毎年決まった場所から終戦時苦難を共にした昭和天皇を遠く拝していた。迫水が亡くなった翌年の園遊会で昭和天皇は「いつもあそこに迫水がおったね。もう今年はいないんだね」と入江相政侍従長に語ったという。

## エピソード
- 義兄である岡田貞外茂海軍中佐が海軍航空機墜落事故で殉職した事が影響してか迫水は大の飛行機嫌いとして知られ、東京と自身の選挙区の鹿児島との往復には必ず列車で移動し決して飛行機を利用しなかったとのことである。
- 大蔵官僚時代の福田赳夫が赴任先のロンドンで着任の挨拶に訪れた津島壽一財務官邸の風呂に勝手に入り大声で草津節を歌って大目玉を喰らった際、とりなしたのが先に赴任していた迫水だった。
- 日本がポツダム宣言を受諾し終戦が決定づけられた昭和20年8月9日の御前会議での聖断に至るシナリオを書いた一人である。御前会議の開催には梅津美治郎参謀総長と豊田副武軍令部総長の花押と書類が必要であったが迫水は重大局面下での時間短縮を理由に「使用する際は必ず事前連絡して承諾を得る」ことを条件に9日の午前中に署名花押を二人から受け取っていた。結果として事前連絡も承諾も得ずに言わば騙し討ちの格好で（迫水は自分の独断だとしている）聖断を仰ぐことを目的とした御前会議は召集され、その知らせを受けて抗議に訪れた阿南惟幾陸相に迫水は「今度の会議は陛下に出席者の考えを聞いていただくもので結論を出すものではない」と虚偽の説明をした（阿南は「それならよい」と納得してそれ以上は何も言わなかったが謝罪する前に阿南が自決してしまったことを迫水は生涯悔いていた）。 また本来は御前会議に参加しない平沼騏一郎枢密院議長を構成員に加えたのも迫水である。事前に平沼がポツダム宣言受諾に傾いているという情報を得ていた迫水は従来の6人の参加者から議長役で発言権のない鈴木総理を除いた5人の意見が受諾反対3（阿南陸相、梅津総長、豊田総長）：受諾賛成2（東郷茂徳外相、米内光政海軍大臣）に分かれ、そこに受諾賛成の平沼の1票を加えて3：3の膠着状態に持ち込みその状況打開のために鈴木総理が昭和天皇に聖断を促すという筋書きを練り、御前会議の決定を枢密院に諮る手間と時間の省略を名目に平沼をメンバーに加えたのだ。果たして目論見通りに会議は展開し会議前の打ち合わせで鈴木から内々に聖断を請われていた昭和天皇によってポツダム宣言受諾の聖断が下され日本は終戦へ向かうこととなった。
- 昭和20年8月15日終戦の日の未明、戦争継続を狙う勢力に首相官邸が襲撃された。官邸に居た迫水は実弟の久良と警備の警官とともに官邸に掘られていた脱出用のトンネルで避難した。昭和35年の安保闘争の際、デモ隊に囲まれた官邸から岸信介首相を同じトンネルで逃そうと試みられたが出口にもデモ隊が溢れていて断念した。トンネルはその後埋め立てられたが官邸から続く一部は残っているという。
- 好角家としても知られており、公職追放中の1948年から同じ鹿児島出身の鶴ヶ嶺道芳率いる井筒部屋の後援会会長を務めていたこともある[8]。会長になった当時の井筒部屋は関取の数が少なく、面倒を見るようになって見込みの薄い者は次々と故郷に帰し続けることとした迫水は、幕下でうろうろしていてパッとしない部屋頭の鶴嶺山（後の鶴ヶ嶺昭男）の処遇を思案していたところ、部屋付きの甲山が「必ず栃錦でも負かす男になりますから、もう少し面倒みてやって下さい」と頭を下げたことにより、多少半信半疑のところがあったようだが鶴嶺山の現役続行が決まった[9]。のち、鶴嶺山改め鶴ヶ嶺は、実際に栃錦から4個の金星を奪う実力者となった[10]。1961年には雑誌『相撲』の企画で、当時大関の柏戸剛と対談[11]。柏戸に対しては、自身が最年少で書記官長になっていずれは最年少の大臣かと思っていたところに公職追放、浪人生活があったことを引き合いに出して「史上最年少の横綱を狙う必要はない」とし、「横綱に推薦しますといわれたら、いや、私はまだその器ではありませんから、もう一場所大関でとらせていただきますって、いうくらいのまあ気持ちでやらなきゃ。」「なりたい、なりたいと思ったら、必ず焦りが出てくるよ」と激励している[12][注釈 3]。柏戸の師匠であり、先代柏戸の柏戸秀剛のファンでもあった[13]。

## 略歴
- 1902年（明治35年） : 東京市に生まれる。鹿児島県鹿児島市出身。
- 1925年（大正14年）：東京帝国大学法学部法律学科（英法）卒業、大蔵省入省。
- 1930年（昭和5年）：甲府税務署長。
- 1934年（昭和9年）：岡田内閣 内閣総理大臣秘書官。
- 1937年（昭和12年）：大蔵省理財局金融課長。
- 1941年（昭和16年）：企画院へ出向。企画院第一部第一課長。
- 1942年（昭和17年）：大蔵省総務局長。
- 1943年（昭和18年）：内閣参事官。
- 1944年（昭和19年）：大蔵省銀行保険局長。
- 1945年（昭和20年）：鈴木貫太郎内閣 内閣書記官長兼総合計画局（企画院の後身）長官。貴族院勅選議員に任じられる。
- 1947年（昭和22年）：公職追放。
- 1951年（昭和26年）：公職追放解除。昭電疑獄（昭和電工事件）で起訴されるが小原直が担当弁護士となる。第一審段階で唯一無罪となる。
- 1952年（昭和27年）：自由党から第25回衆議院議員総選挙鹿児島県第1区に立候補し衆議院議員となる。
- 1956年（昭和31年）：第4回参議院議員通常選挙に立候補し参議院議員に転じる。
- 1960年（昭和35年）：第1次池田内閣、第2次池田内閣 経済企画庁長官。
- 1961年（昭和36年）：第2次池田内閣 郵政大臣。
- 1966年（昭和41年）：鹿児島工業短期大学（1973年廃止）の学長に就任。
- 1977年（昭和52年）：死去（74歳）。叙正三位、叙勲一等旭日大綬章。

## 縁戚関係
迫水氏は薩摩藩島津氏の庶家。戦国時代の武将である島津安久の長男が“迫水”と名を改めたことにはじまり、江戸時代は薩摩藩の重職を代々務めた家系である（家格は小番）。
母・迫水歌子の父親は大久保利貞で陸軍中将、霧島神宮宮司を務めた。大久保利貞は維新の三傑の一人大久保利通の従兄弟にあたる。歌子の妹・丹生広子の長男は二・二六事件の決起将校でのちに刑死した丹生誠忠陸軍中尉。ハンガリー公使を務め終戦工作にも関わった外交官の大久保利隆は歌子の弟。
妻の万亀（1910年（明治43年） - 2008年（平成20年）1月5日）は岡田啓介元首相の次女。岡田の先妻で万亀の母・岡田英（旧姓：川住）は夏目漱石の妻・夏目鏡子の従姉妹。
父親の迫水久成陸軍大尉の妹・迫水郁は岡田啓介の後妻なので、岡田とは義理の叔父の関係でもある。さらに岡田の三女・喜美子は鈴木孝雄陸軍大将の次男鈴木英海軍大佐に嫁いでいるので孝雄の兄である鈴木貫太郎とも姻戚関係にある。久成の姉の配偶者には末松茂治陸軍中将、古川弘海軍少将、田所廣海海軍中将。田所中将の長男で思想運動家の田所廣泰は従弟。
長男の迫水久正は父親と同じく大蔵官僚（南九州財務局長、鹿児島新報会長、1932年－2004年10月10日）。
共同通信社元常務でジャーナリストの松尾文夫と弟の東京大学名誉教授で東洋大学元学長の松尾友矩（工学博士）は甥。伊藤忠商事元会長の瀬島龍三（元陸軍中佐・参謀）も縁戚関係にある（妻同士が従姉妹）。

## 著書
- 『国家総動員法第十一条に基く会社利益配当令概説』大蔵財務協会、1939年
- 『終戦時の真相と今上天皇の御仁徳』1955年。講演冊子
- 『機関銃下の首相官邸　二・二六事件から終戦まで』恒文社、1964年、新版1986年2月
  - 『機関銃下の首相官邸－二・二六事件から終戦まで』筑摩書房〈ちくま学芸文庫〉、2011年2月。井上寿一解説 ISBN 4480093494
- 『大日本帝国最後の四か月』オリエント書房、1973年
  - 『大日本帝国最後の四か月－終戦内閣“懐刀”の証言』河出書房新社〈河出文庫〉、2015年7月、新装版2025年7月。片山杜秀解説

## 迫水久常が登場する映像作品
終戦をテーマにした映画・歴史ドラマでは、敗戦に揺れる日本人としての涙を抑えながら実務家として詔勅草案に筆を走らす場面が見せ場のひとつとなっている。
- 二・二六事件 脱出（1962年／東映、演：三國連太郎　役名は「速水友常」）
- 日本のいちばん長い日（1967年／東宝映画、演：加藤武）
- あゝ決戦航空隊（1974年／東映、演：江原真二郎）
- 歴史の涙（1980年／TBS、演：河原崎長一郎）
- そして戦争が終った（1985年／TBS、演：江守徹）
- 命なりけり 悲劇の外相・東郷茂徳（1994年／TBS、演：堀越大史）
- 太陽 (映画)（2005年／ロシア映画、演：品川徹）
- 日本のいちばん長い夏（2010年／日本放送協会&アマゾンラテルナ、演：湯浅卓）
- 日本のいちばん長い日（2015年／松竹、演：堤真一）